# Hurakan Condor
Hurakan Condor es una torre de caída libre instalada en el parque de atracciones PortAventura Park, en La Pineda, Tarragona, España. Es la segunda torre de caída libre más alta de España, y la atracción más alta de PortAventura World (si tenemos en cuenta la antena). Fue pionera a nivel mundial por su sistema de góndolas inclinables.
Diseñada por Intamin AG, la atracción consiste en 5 góndolas alrededor de un tubo central que se levanta 100 metros del suelo y una caída libre de unos 86 metros con una frenada magnética de 3 g.

## Inicios
El estreno de la atracción levantó gran expectación por ser la atracción estrella de la temporada 2005 y coincidir con el décimo aniversario del parque. Sus obras fueron bastante aparatosas debido a su envergadura y a su situación dentro del parque y podían seguirse a gran distancia. Finalmente se inauguró el 20 de mayo de 2005 con una gran puesta en escena representando un ritual ancestral mexicano.

## Descripción
La atracción consta de un gran tubo central que se puede divisar desde todo el parque debido a su altura (115 m), que es la estructura más alta del mismo, y Shambhala. Por lo tanto puede verse desde todo el parque si la atracción está funcionando o no y cómo suben y bajan sus carros. Una vez cerca de la atracción la tematización es bastante buena, y no se tiene visión directa a la zona de las góndolas por estar cerrada entre unos muros decorados.
Existen tres tipos de góndolas:
- Dos góndolas son del tipo sentado normal de poco tamaño (góndolas 1, 2).
- Una góndola es del tipo sentado y con una ligera inclinación al llegar arriba de unos 15º hacia el frente de gran tamaño (góndola 5).
- El tercer tipo (las dos restantes) son de ir de pie, y también se inclina unos 15º al llegar arriba, también son de gran tamaño (góndolas 3 y 4).

La inclinación de la góndola sucede que los asientos se inclinan un poco, pero depende, en alguna ocasión no se inclina ninguna de las tres, casi siempre una (depende), y a veces dos, aunque la góndola 5 no se suele inclinar, pero debería hacerlo.

## Argumento
En las ruinas de una torre sagrada, un sacerdote desea invocar al dios de la tempestad y los vientos para que ahuyente a los nuevos inquilinos de sus tierras de dioses. Es el Hurakan Condor. En la torre más alta de las ruinas el caos parece que se está desatando sin querer, se les ha escapado de sus manos y las exigencias del Dios de Hurakan Condor requieren el sacrificio de varios mortales a bordo del cóndor.

## Tematización

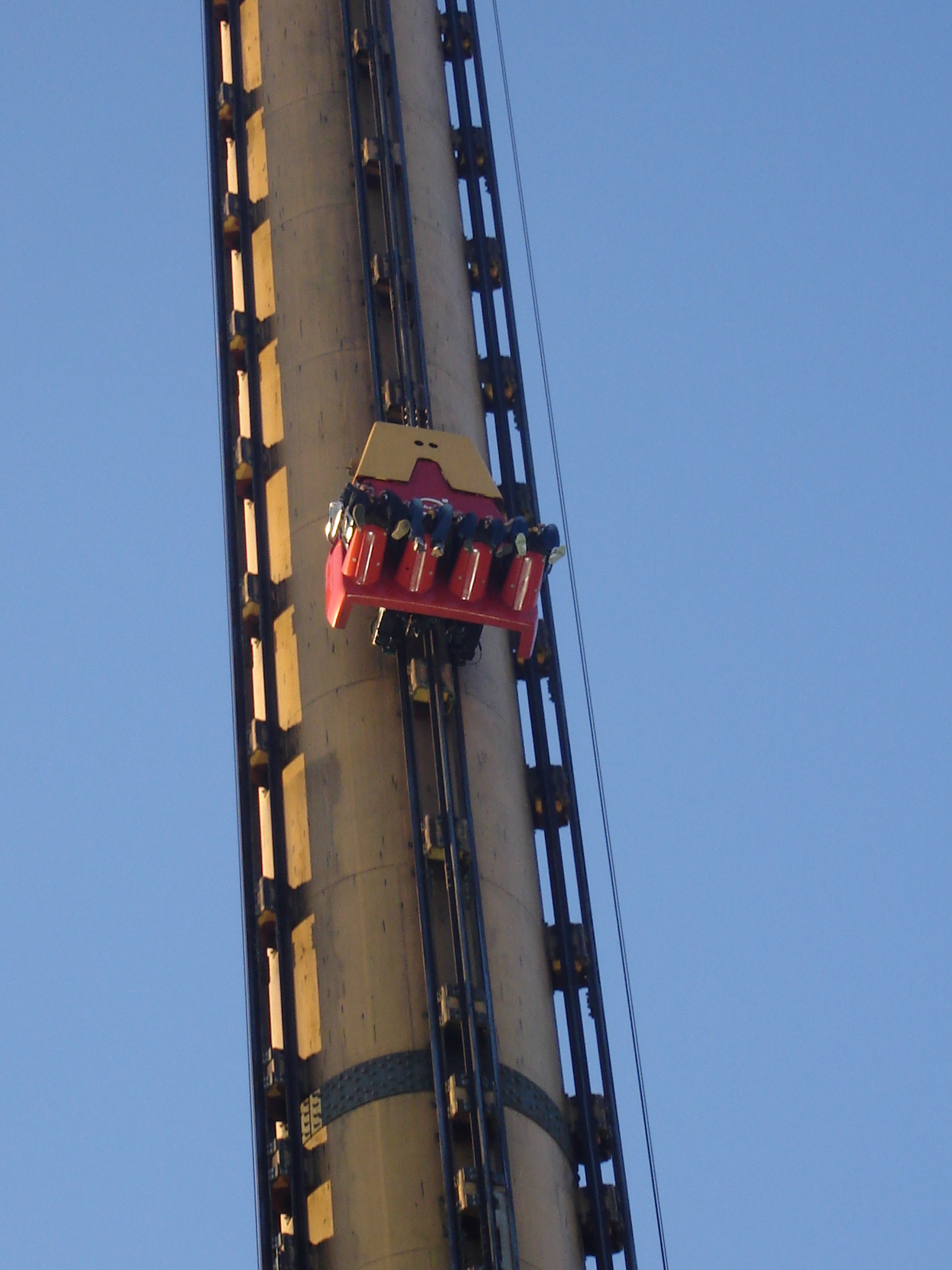
Desde la base del Hurakan Condor

Su tematización está basada en un templo en ruinas, en su base se encuentra una torre de 24 m de altura, en ella el brujo del dios Hurakan algunas noches sale a hacer su máximo sacrificio, cuenta con un show de luces, humo, etc. En lo más alto se encuentra el tejado en el que le separan de la base casi toda la caída. En la torre hay figuras mayas y en su interior está repleta de plantas trepadoras junto a estatuas colgadas en su interior.

## Recorrido
El recorrido comienza con una lenta subida en una de sus cinco góndolas. Dado que la base está tematizada y simula un agujero, no ves prácticamente nada hasta alcanzar una altura considerable (24 metros aprox.), para continuar subiendo vertiginosamente hasta los 100 m de altura. Durante la lenta subida se divisa todo el parque de atracciones y bastante más del territorio colindante. Una vez llegados arriba y pasados unos segundos, el flash de la cámara da paso inmediatamente a la caída libre. Durante 86 m y unos tres segundos aceleras hasta 115 km/h en una sensación bastante fuerte, incluido de un airtime (te despegas del asiento). Una vez recorridos esos 86 m llega la frenada, controlada magnéticamente y también bastante fuerte. El carro acaba de descender lentamente y termina el espectáculo.

## Galería de fotos

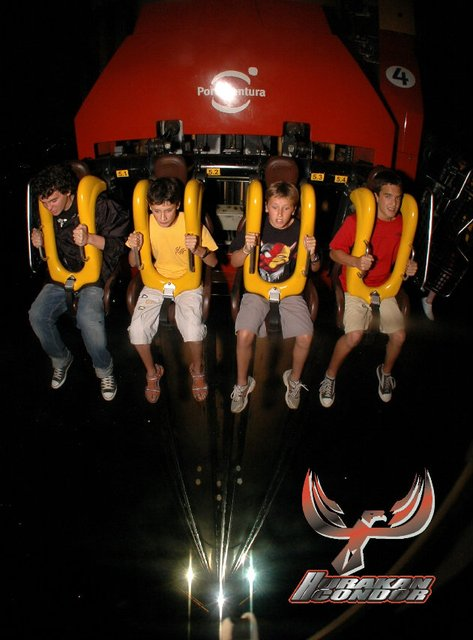
Hurakan Condor de noche.

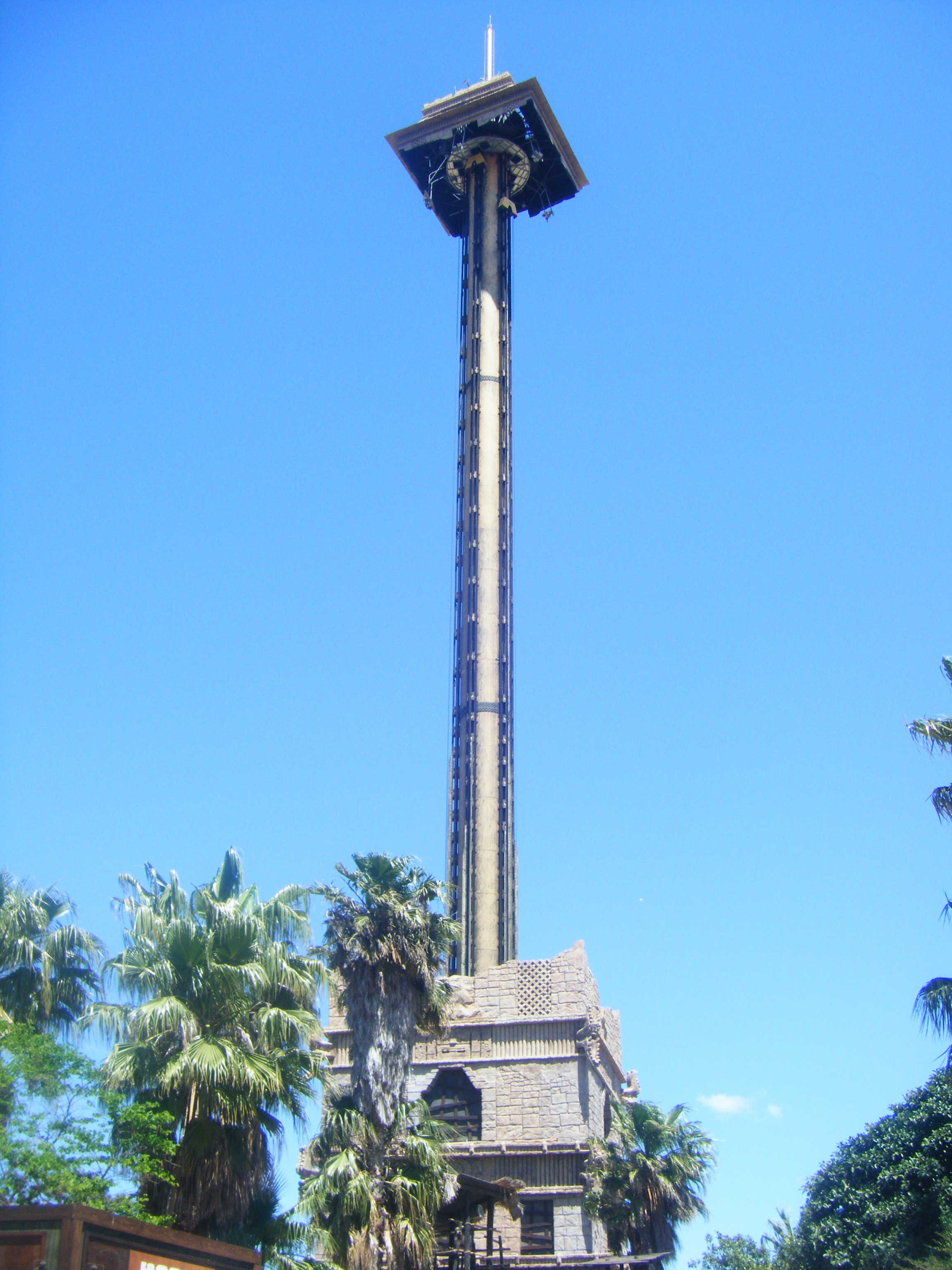
Vista del Hurakan Condor.
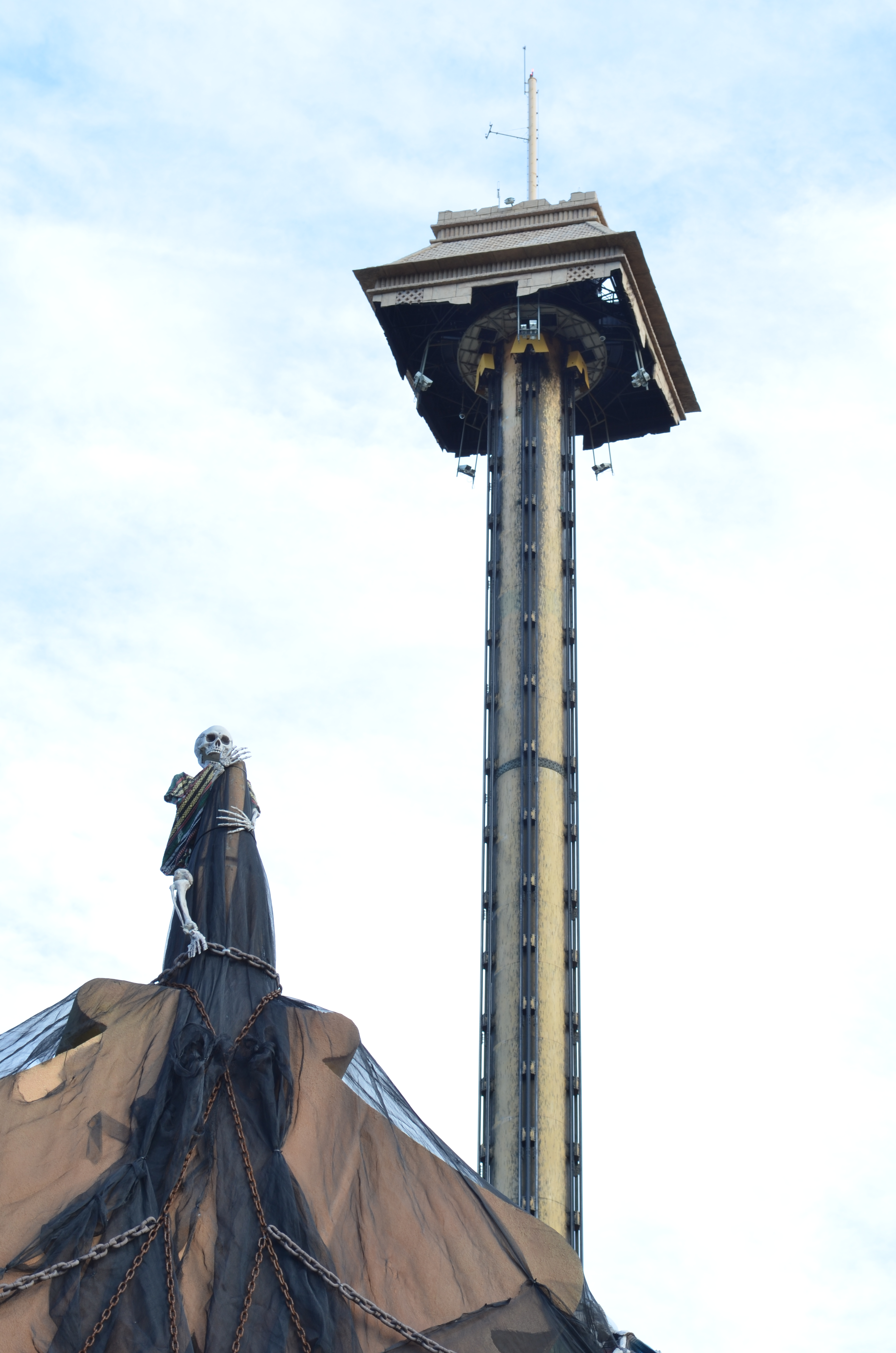
Hurakan Condor y decoración de Halloween 2012.
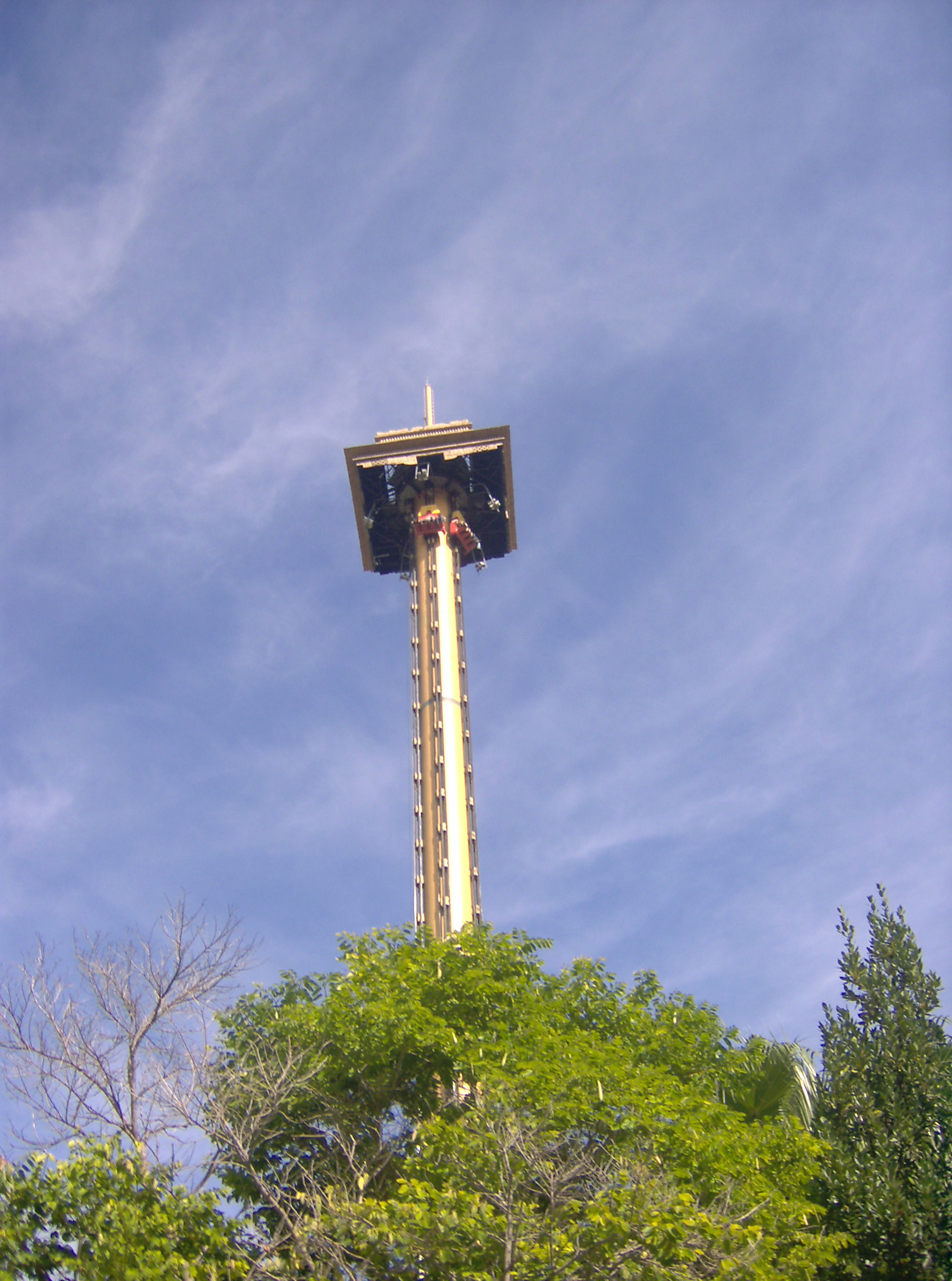
Hurakan Condor.
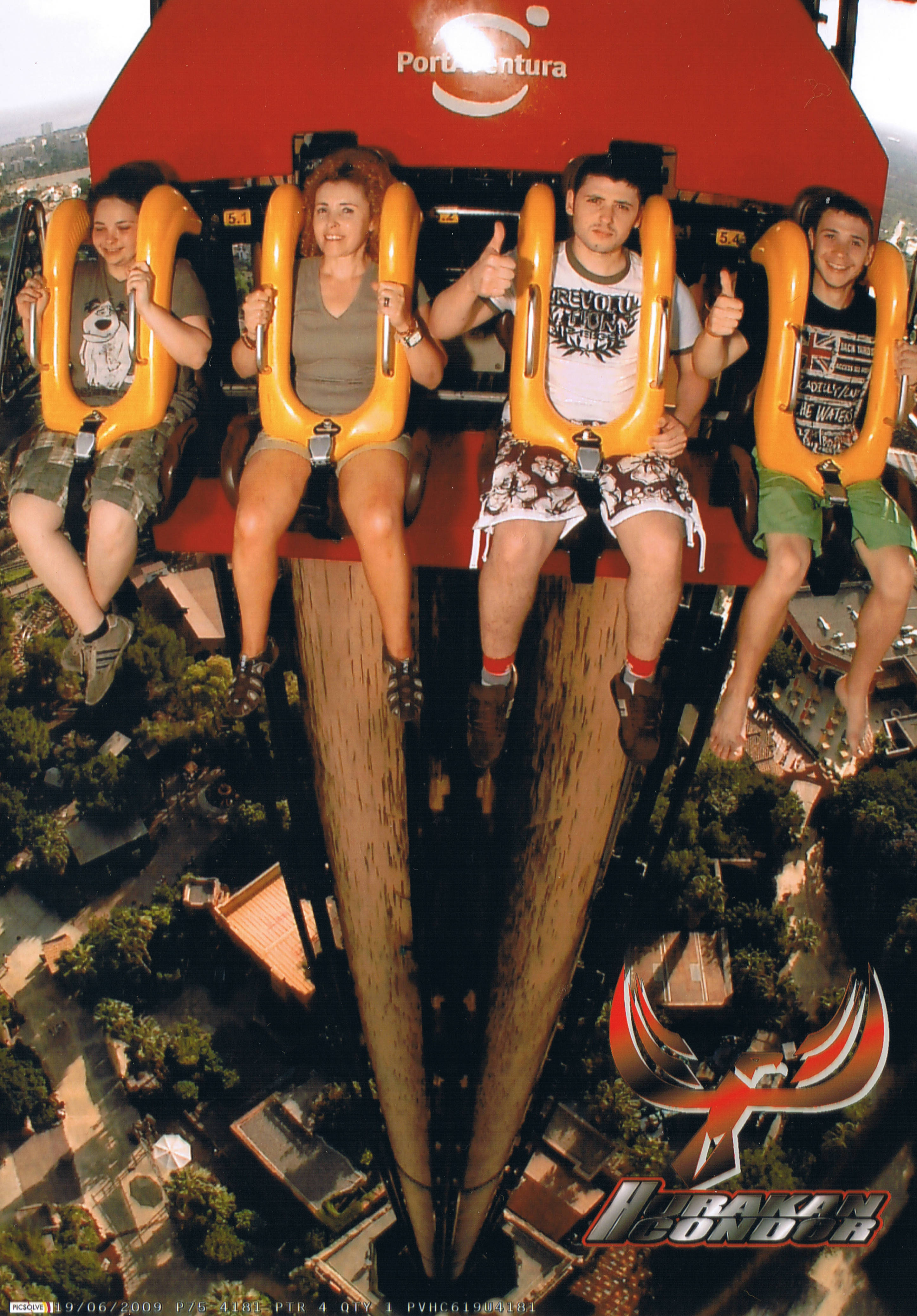
Foto On Ride.
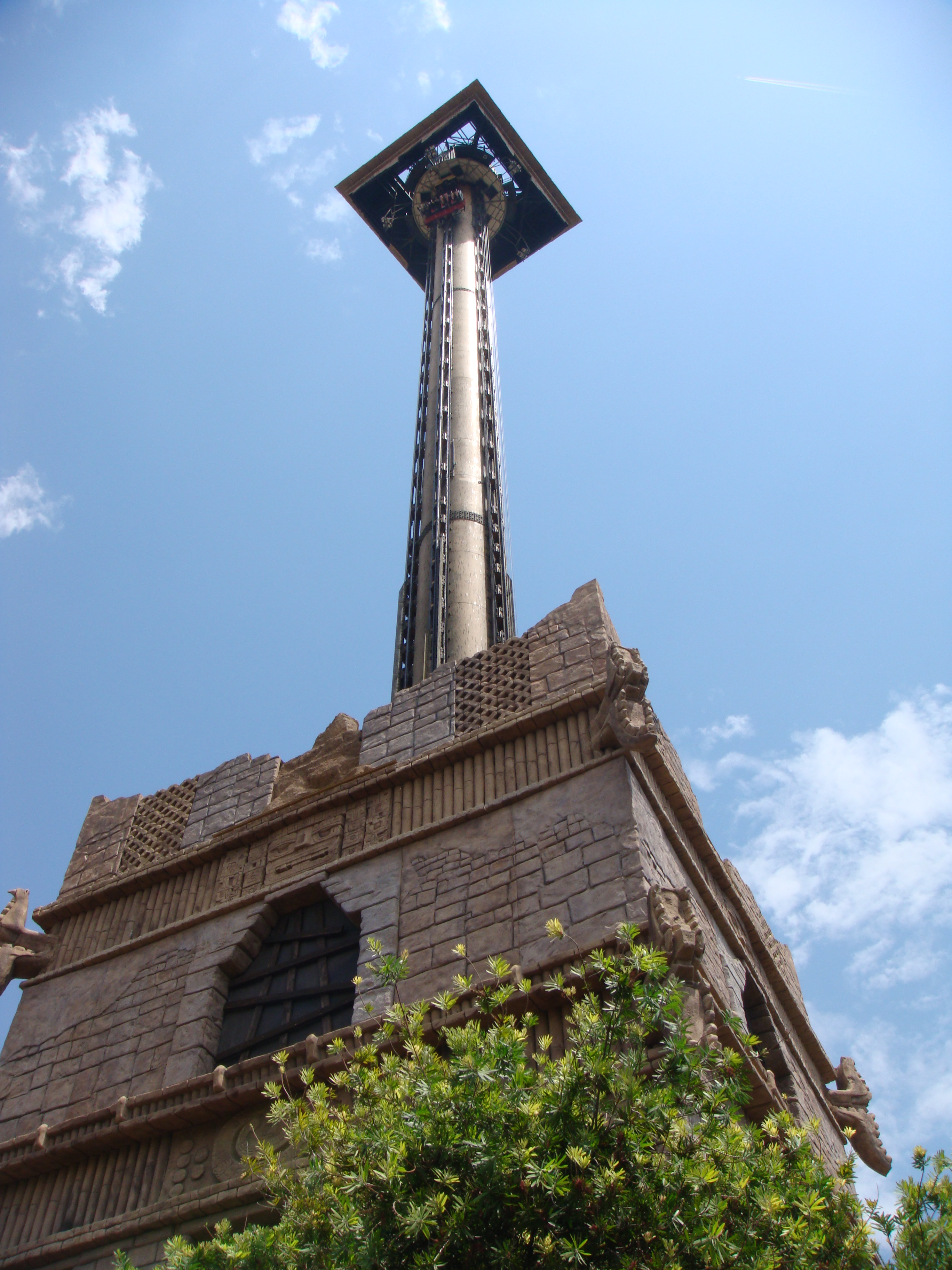
Desde su base.
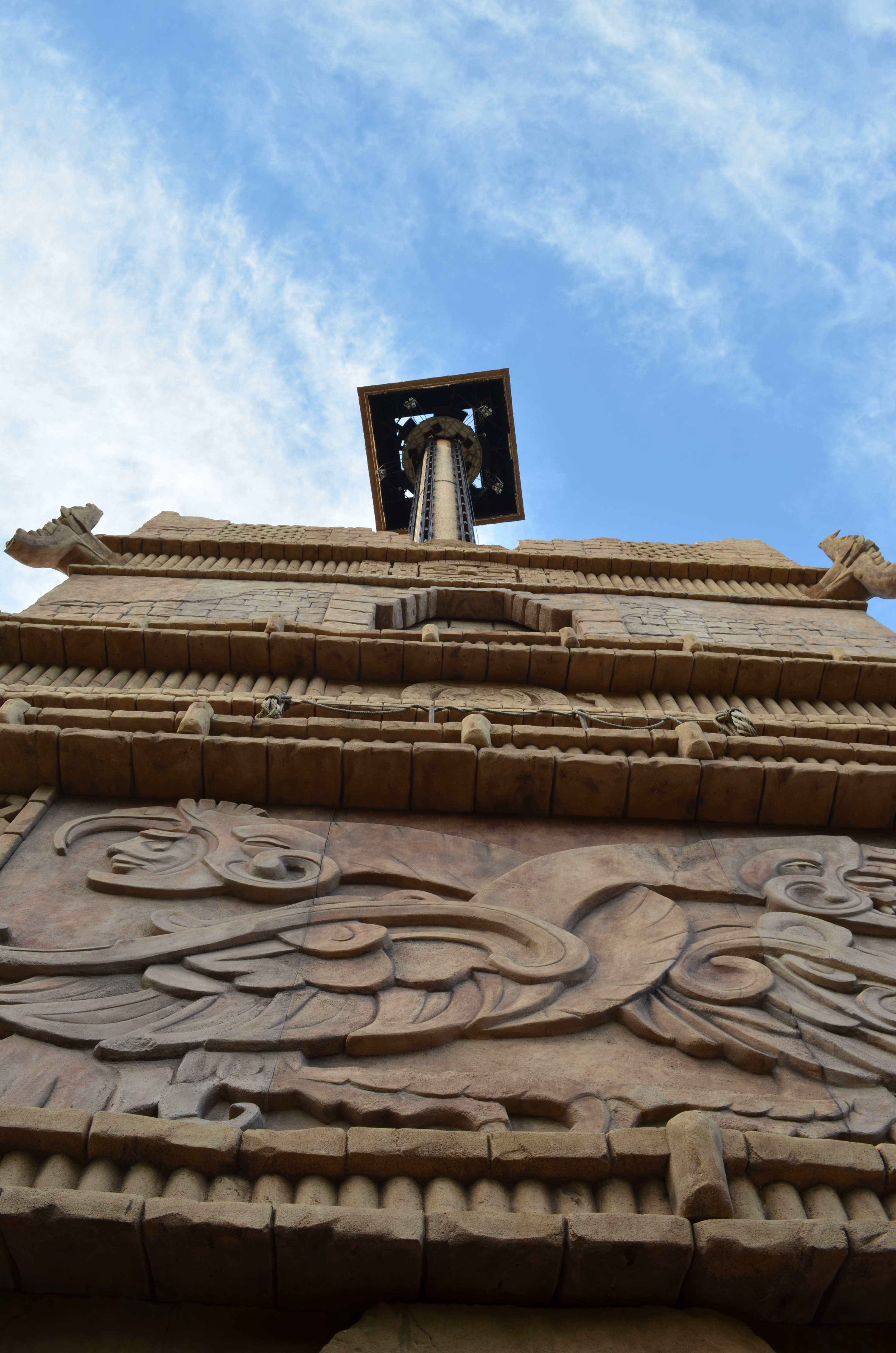
Vista del Hurakan Condor desde abajo.
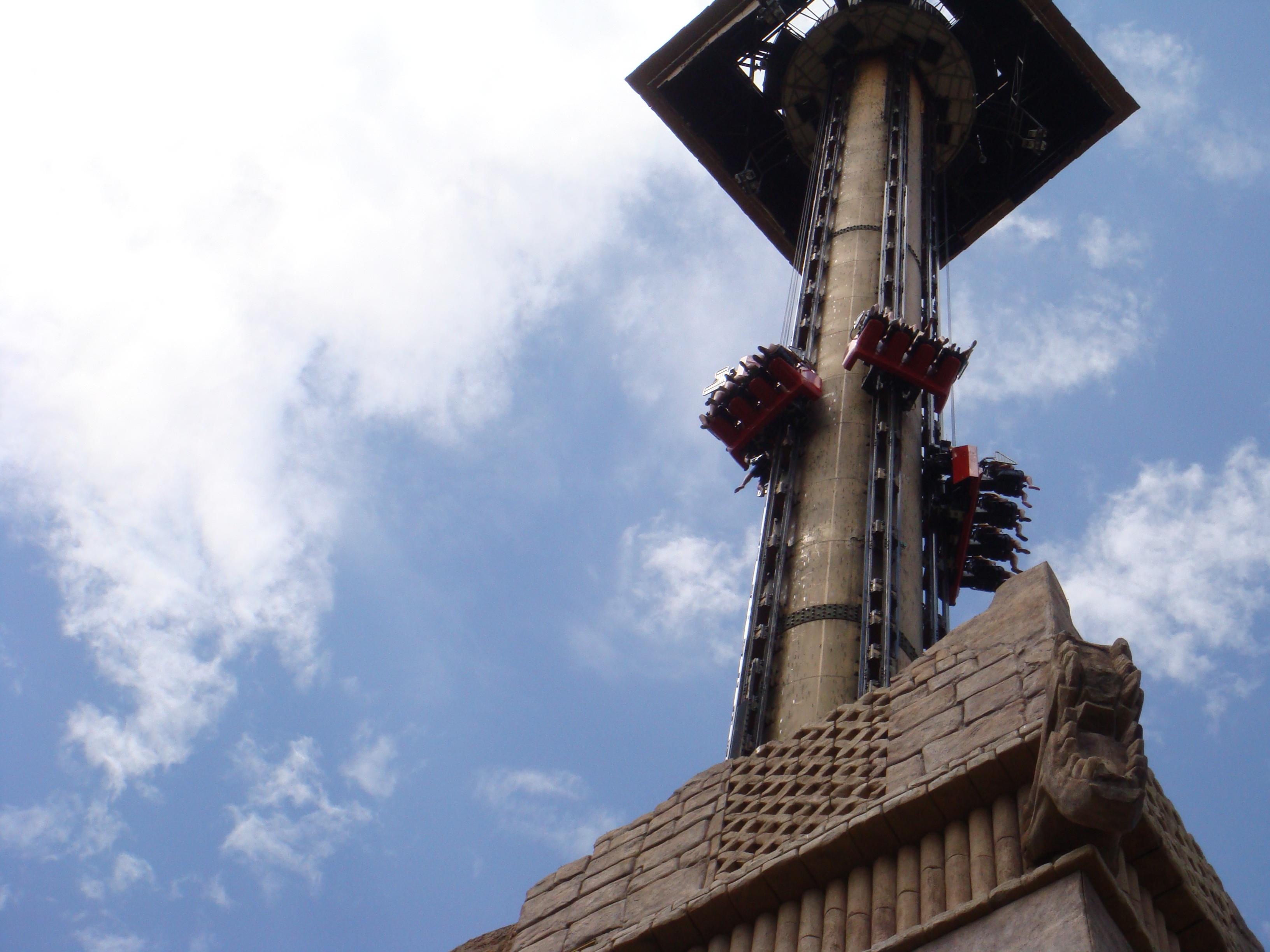
Góndolas subiendo simultáneamente.
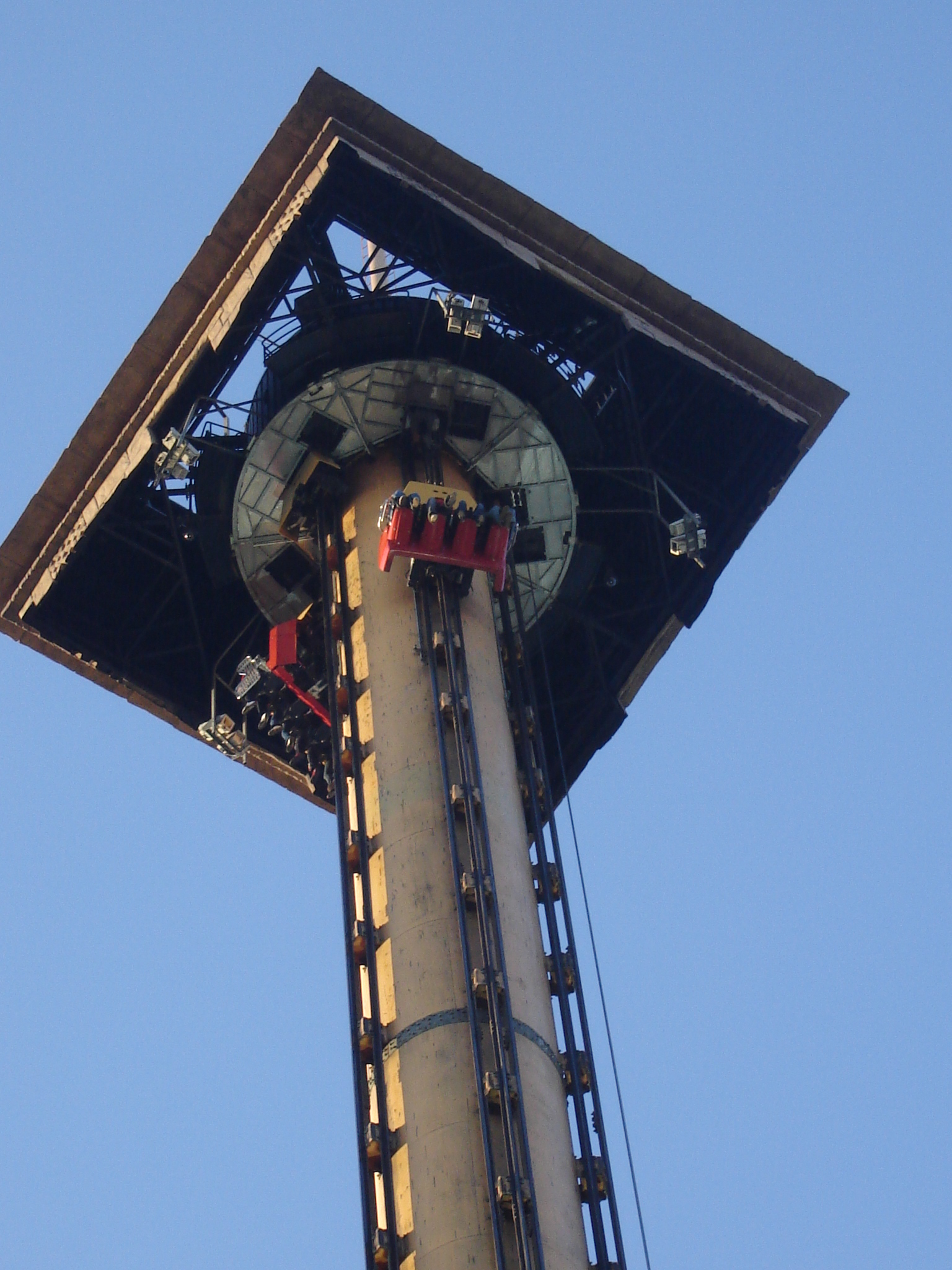
Cima de la atracción.
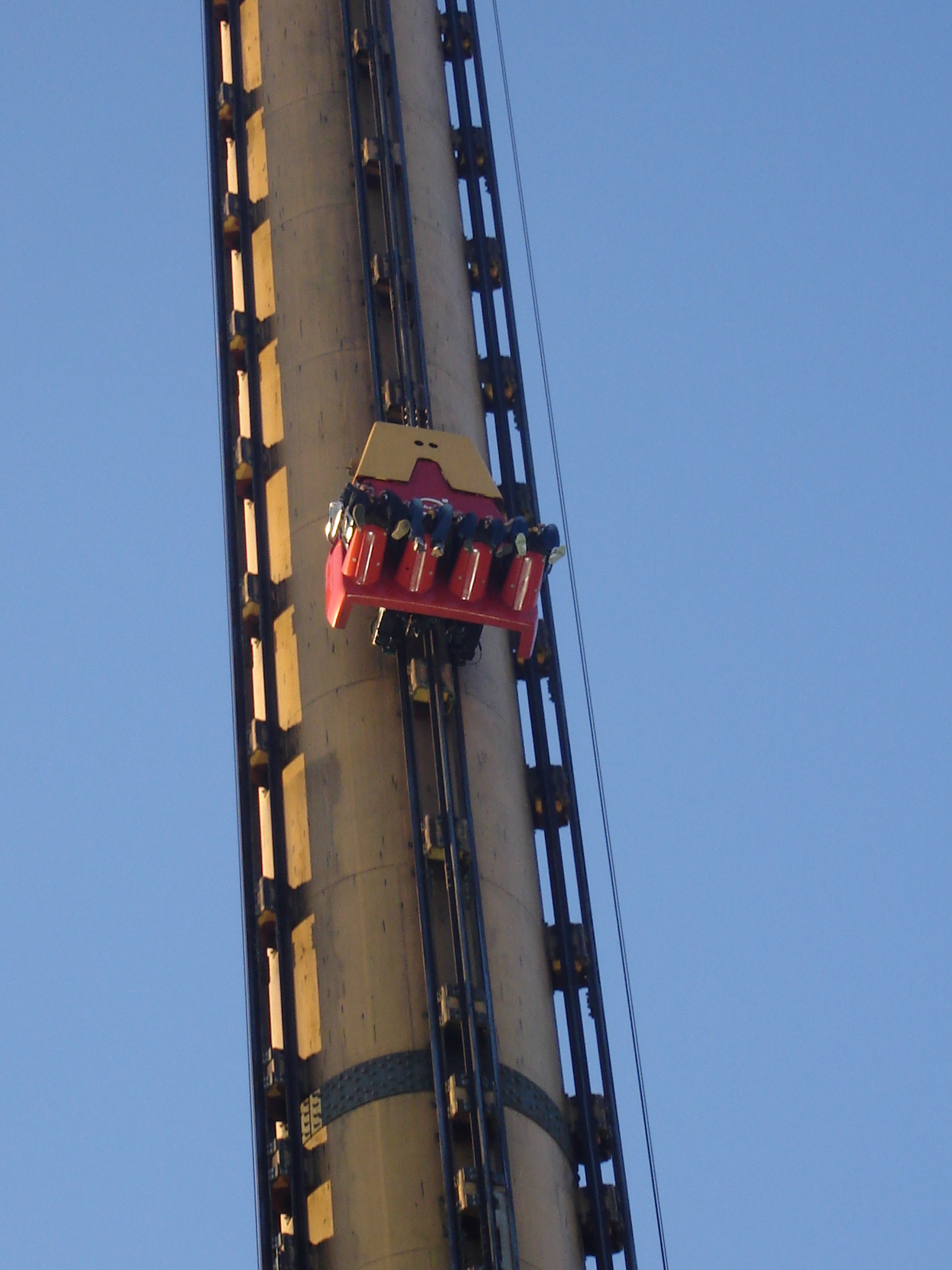
Carro subiendo.
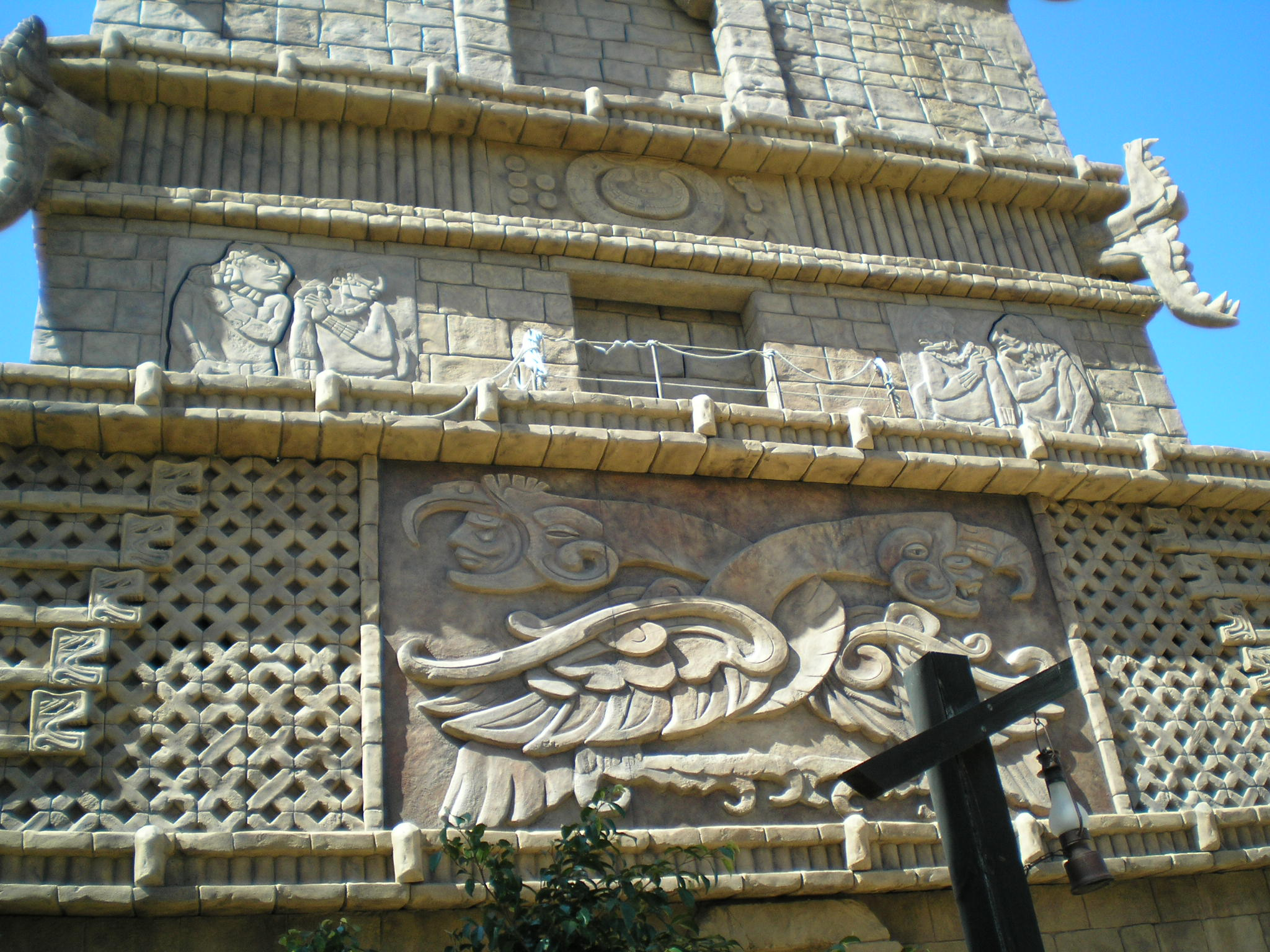
Tematización de la base.
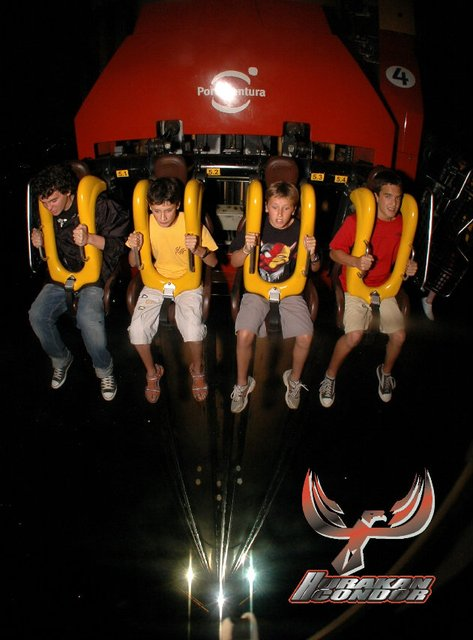
Hurakan Condor de noche.

### Atracciones de PortAventura Park
- Shambhala: Expedición al Himalaya
- Furius Baco
- Dragon Khan
- Grand Canyon Rapids
- Stampida
- Tomahawk
- El Diablo - El tren de la mina
- Silver River Flume
- Ferrocarril Tour
- Tutuki Splash
- Tami-Tami
- Sea Odyssey
- Templo del Fuego
- Fumanchú
- Horror in Penitence
- Bosque encantado

Atracciones similares:
- La Venganza del Enigma